# الريشة الطائرة في الألعاب الأولمبية 2016 – الزوجي للسيدات
أُقيمت بطولة زوجي الريشة الطائرة للسيدات ضمن دورة الألعاب الأولمبية الصيفية 2016 في الفترة من 11 إلى 17 أغسطس في ريوسيـنترو - الجناح 4. وقد تم تحديد ترتيب الفرق (البذور) في 21 يوليو 2016.
فاز الثنائي الياباني المكوّن من ميساكي ماتسوتومو ‏ وآياكا تاكاهاشي، ممثّلين عن اليابان، بالميدالية الذهبية بعد تغلبهم على الثنائي الدنماركي المكوّن من كريستينا بيدرسن وكاميللا رايتر جول من الدنمارك بنتيجة 18–21، 21–9، 21–19 في المباراة النهائية. وتُعدّ هذه أول ميدالية ذهبية لليابان في رياضة الريشة الطائرة بالألعاب الأولمبية، كما أنها أول مرة منذ ظهور رياضة الريشة الطائرة في دورة الألعاب الأولمبية عام 1992 يفوز فيها ثنائي زوجي للسيدات من خارج الصين بالميدالية الذهبية. وفي مباراة تحديد الميدالية البرونزية، تغلب الثنائي الكوري المكوّن من جونغ كييونغ-إيون ‏ وشين سينغ-تشان ‏، ممثّلين عن كوريا الجنوبية، على الثنائي الصيني المكوّن من تانغ يوانتنغ ‏ ويو يانغ بنتيجة 21–8، 21–17، مما يمثل أول حالة في تاريخ رياضة الريشة الطائرة الأولمبية لا يحرز فيها فريق صيني ميدالية في زوجي السيدات.

## تنسيق البطولة
بدأت البطولة بمرحلة المجموعات بنظام دوري روبن تلاه مرحلة خروج المغلوب.

## البذور
تم منح ترتيب البذور لأربعة أزواج.
1. ميساكي ماتسوتومو  [لغات أخرى]‏ / آياكا تاكاهاشي (اليابان) (حاصلات على الميدالية الذهبية)
2. تانغ يوانتنغ  [لغات أخرى]‏ / يو يانغ (الصين) (المركز الرابع)
3. نيتيا كريشيندا ماهيسواري  [لغات أخرى]‏ / غرايسيا بولي (إندونيسيا) (وصلتا إلى الدور ربع النهائي)
4. جونغ كييونغ-إيون  [لغات أخرى]‏ / شين سينغ-تشان  [لغات أخرى]‏ (كوريا الجنوبية) (حاصلات على الميدالية البرونزية)

## النتائج

### مرحلة المجموعات

#### المجموعة أ
| الفريق                                                | Pld | W | L | SW | SL | Pts |
| ----------------------------------------------------- | --- | - | - | -- | -- | --- |
| ميساكي ماتسوتومو ‏ / آياكا تاكاهاشي (اليابان)          | 3   | 3 | 0 | 6  | 0  | 3   |
| إيفجي موسكنز ‏ / سيلينا بيك ‏ (هولندا)                  | 3   | 2 | 1 | 4  | 3  | 2   |
| بوتيتا سوبيجيراكول ‏ / سابسيري تايراتاناشاي ‏ (تايلاند) | 3   | 1 | 2 | 2  | 4  | 1   |
| جوالا جوتا ‏ / أشويني بونابا ‏ (الهند)                  | 3   | 0 | 3 | 1  | 6  | 0   |

| الفريق 1                                              | النتيجة         | الفريق 2                                              |
| 11 أغسطس، 08:00                                       | 11 أغسطس، 08:00 | 11 أغسطس، 08:00                                       |
| ----------------------------------------------------- | --------------- | ----------------------------------------------------- |
| ميساكي ماتسوتومو ‏ / آياكا تاكاهاشي (اليابان)          | 21–15 21–10     | جوالا جوتا ‏ / أشويني بونابا ‏ (الهند)                  |
| 11 أغسطس، 15:55                                       |                 |                                                       |
| إيفجي موسكنز ‏ / سيلينا بيك ‏ (هولندا)                  | 21–13 22–20     | بوتيتا سوبيجيراكول ‏ / سابسيري تايراتاناشاي ‏ (تايلاند) |
| 12 أغسطس، 08:25                                       |                 |                                                       |
| ميساكي ماتسوتومو ‏ / آياكا تاكاهاشي (اليابان)          | 21–15 21–15     | بوتيتا سوبيجيراكول ‏ / سابسيري تايراتاناشاي ‏ (تايلاند) |
| 12 أغسطس، 09:00                                       |                 |                                                       |
| إيفجي موسكنز ‏ / سيلينا بيك ‏ (هولندا)                  | 21–16 16–21 –17 | جوالا جوتا ‏ / أشويني بونابا ‏ (الهند)                  |
| 13 أغسطس، 08:00                                       |                 |                                                       |
| ميساكي ماتسوتومو ‏ / آياكا تاكاهاشي (اليابان)          | 21–9 21–11      | إيفجي موسكنز ‏ / سيلينا بيك ‏ (هولندا)                  |
| 13 أغسطس، 10:45                                       |                 |                                                       |
| بوتيتا سوبيجيراكول ‏ / سابسيري تايراتاناشاي ‏ (تايلاند) | 21–17 21–15     | جوالا جوتا ‏ / أشويني بونابا ‏ (الهند)                  |

#### المجموعة ب
| الفريق                                              | Pld | W | L | SW | SL | PW  | PL  | Pts |
| --------------------------------------------------- | --- | - | - | -- | -- | --- | --- | --- |
| جونغ كييونغ-إيون ‏ / شين سينغ-تشان ‏ (كوريا الجنوبية) | 3   | 2 | 1 | 4  | 2  | 118 | 92  | 2   |
| كريستينا بيدرسن / كاميللا رايتر جول (الدنمارك)      | 3   | 2 | 1 | 4  | 2  | 113 | 91  | 2   |
| لوو ينغ ‏ / لوو يو (الصين)                           | 3   | 2 | 1 | 4  | 2  | 108 | 100 | 2   |
| إيفا لي / بولا لين أوبانيانا (الولايات المتحدة)     | 3   | 0 | 3 | 0  | 6  | 70  | 126 | 0   |

| الفريق 1                                            | النتيجة         | الفريق 2                                        |
| 11 أغسطس، 09:35                                     | 11 أغسطس، 09:35 | 11 أغسطس، 09:35                                 |
| --------------------------------------------------- | --------------- | ----------------------------------------------- |
| كريستينا بيدرسن / كاميللا رايتر جول (الدنمارك)      | 11–21 18–21     | لوو ينغ ‏ / لوو يو (الصين)                       |
| 11 أغسطس، 20:30                                     |                 |                                                 |
| جونغ كييونغ-إيون ‏ / شين سينغ-تشان ‏ (كوريا الجنوبية) | 21–14 21–12     | إيفا لي / بولا لين أوبانيانا (الولايات المتحدة) |
| 12 أغسطس، 15:55                                     |                 |                                                 |
| كريستينا بيدرسن / كاميللا رايتر جول (الدنمارك)      | 21–9 21–6       | إيفا لي / بولا لين أوبانيانا (الولايات المتحدة) |
| 12 أغسطس، 19:30                                     |                 |                                                 |
| جونغ كييونغ-إيون ‏ / شين سينغ-تشان ‏ (كوريا الجنوبية) | 21–10 21–14     | لوو ينغ ‏ / لوو يو (الصين)                       |
| 13 أغسطس، 15:55                                     |                 |                                                 |
| جونغ كييونغ-إيون ‏ / شين سينغ-تشان ‏ (كوريا الجنوبية) | 16–21 18–21     | كريستينا بيدرسن / كاميللا رايتر جول (الدنمارك)  |
| 13 أغسطس، 19:30                                     |                 |                                                 |
| لوو ينغ ‏ / لوو يو (الصين)                           | 21–14 21–15     | إيفا لي / بولا لين أوبانيانا (الولايات المتحدة) |

#### المجموعة ج
| الفريق                                               | Pld | W | L | SW | SL | Pts |
| ---------------------------------------------------- | --- | - | - | -- | -- | --- |
| نيتيا كريشيندا ماهيسواري ‏ / غرايسيا بولي (إندونيسيا) | 3   | 3 | 0 | 6  | 0  | 3   |
| فيفيان هو كاه مون / وون كه وي ‏ (ماليزيا)             | 3   | 2 | 1 | 4  | 2  | 2   |
| هيذر أولفر ‏ / لورين سميث (بريطانيا العظمى)           | 3   | 1 | 2 | 2  | 5  | 1   |
| بون لوك يان ‏ / تسي ينغ سويت ‏ (هونغ كونغ)             | 3   | 0 | 3 | 1  | 6  | 0   |

| الفريق 1                                             | النتيجة         | الفريق 2                                   |
| 11 أغسطس، 10:10                                      | 11 أغسطس، 10:10 | 11 أغسطس، 10:10                            |
| ---------------------------------------------------- | --------------- | ------------------------------------------ |
| نيتيا كريشيندا ماهيسواري ‏ / غرايسيا بولي (إندونيسيا) | 21–9 21–11      | بون لوك يان ‏ / تسي ينغ سويت ‏ (هونغ كونغ)   |
| 11 أغسطس، 11:55                                      |                 |                                            |
| فيفيان هو كاه مون / وون كه وي ‏ (ماليزيا)             | 21–17 24–22     | هيذر أولفر ‏ / لورين سميث (بريطانيا العظمى) |
| 12 أغسطس، 10:10                                      |                 |                                            |
| فيفيان هو كاه مون / وون كه وي ‏ (ماليزيا)             | 21–15 21–13     | بون لوك يان ‏ / تسي ينغ سويت ‏ (هونغ كونغ)   |
| 12 أغسطس، 15:30                                      |                 |                                            |
| نيتيا كريشيندا ماهيسواري ‏ / غرايسيا بولي (إندونيسيا) | 21–10 21–13     | هيذر أولفر ‏ / لورين سميث (بريطانيا العظمى) |
| 13 أغسطس، 09:35                                      |                 |                                            |
| نيتيا كريشيندا ماهيسواري ‏ / غرايسيا بولي (إندونيسيا) | 21–19 21–19     | فيفيان هو كاه مون / وون كه وي ‏ (ماليزيا)   |
| 13 أغسطس، 21:05                                      |                 |                                            |
| هيذر أولفر ‏ / لورين سميث (بريطانيا العظمى)           | 21–17 18–21 –16 | بون لوك يان ‏ / تسي ينغ سويت ‏ (هونغ كونغ)   |

#### المجموعة د
| الفريق                                        | Pld | W | L | SW | SL | Pts |
| --------------------------------------------- | --- | - | - | -- | -- | --- |
| تشانغ يي-نا ‏ / لي سو-هي ‏ (كوريا الجنوبية)     | 3   | 3 | 0 | 6  | 2  | 3   |
| تانغ يوانتنغ ‏ / يو يانغ (الصين)               | 3   | 2 | 1 | 5  | 2  | 2   |
| جابرييلا ستوييفا / ستيفاني ستوييفا ‏ (بلغاريا) | 3   | 1 | 2 | 2  | 4  | 1   |
| يوهانا غوليسزيفسكي ‏ / كارلا نيلتي (ألمانيا)   | 3   | 0 | 3 | 1  | 6  | 0   |

| الفريق 1                                      | النتيجة         | الفريق 2                                      |
| 11 أغسطس، 15:30                               | 11 أغسطس، 15:30 | 11 أغسطس، 15:30                               |
| --------------------------------------------- | --------------- | --------------------------------------------- |
| تشانغ يي-نا ‏ / لي سو-هي ‏ (كوريا الجنوبية)     | 24–22 21–15     | جابرييلا ستوييفا / ستيفاني ستوييفا ‏ (بلغاريا) |
| 11 أغسطس، 15:30                               |                 |                                               |
| تانغ يوانتنغ ‏ / يو يانغ (الصين)               | 21–10 21–11     | يوهانا غوليسزيفسكي ‏ / كارلا نيلتي (ألمانيا)   |
| 12 أغسطس، 10:10                               |                 |                                               |
| تشانغ يي-نا ‏ / لي سو-هي ‏ (كوريا الجنوبية)     | 21–18 18–21 –17 | يوهانا غوليسزيفسكي ‏ / كارلا نيلتي (ألمانيا)   |
| 12 أغسطس، 15:55                               |                 |                                               |
| تانغ يوانتنغ ‏ / يو يانغ (الصين)               | 21–14 21–11     | جابرييلا ستوييفا / ستيفاني ستوييفا ‏ (بلغاريا) |
| 13 أغسطس، 08:00                               |                 |                                               |
| تانغ يوانتنغ ‏ / يو يانغ (الصين)               | 18–21 –14 11–21 | تشانغ يي-نا ‏ / لي سو-هي ‏ (كوريا الجنوبية)     |
| 13 أغسطس، 20:30                               |                 |                                               |
| جابرييلا ستوييفا / ستيفاني ستوييفا ‏ (بلغاريا) | 21–14 21–19     | يوهانا غوليسزيفسكي ‏ / كارلا نيلتي (ألمانيا)   |

### النهائيات
|  | الدور ربع النهائي | الدور ربع النهائي                                                | الدور ربع النهائي                                                    |                                                                      |                                                        | الدور نصف النهائي | الدور نصف النهائي | الدور نصف النهائي |  |  | المباراة النهائية | المباراة النهائية                                      | المباراة النهائية |
|  |                   |                                                                  |                                                                      |                                                                      |                                                        |                   |                   |                   |  |  |                   |                                                        |                   |
|  | A1                | ميساكي ماتسوتومو ‏ (اليابان) · آياكا تاكاهاشي (اليابان)           |                                                                      |                                                                      |                                                        |                   |                   |                   |  |  |                   |                                                        |                   |
|  | C2                | فيفيان هو كاه مون (ماليزيا) · وون كه وي ‏ (ماليزيا)               |                                                                      |                                                                      |                                                        |                   |                   |                   |  |  |                   |                                                        |                   |
|  | C2                | فيفيان هو كاه مون (ماليزيا) · وون كه وي ‏ (ماليزيا)               |                                                                      | A1                                                                   | ميساكي ماتسوتومو ‏ (اليابان) · آياكا تاكاهاشي (اليابان) |                   |                   |                   |  |  |                   |                                                        |                   |
|  |                   |                                                                  |                                                                      | A1                                                                   | ميساكي ماتسوتومو ‏ (اليابان) · آياكا تاكاهاشي (اليابان) |                   |                   |                   |  |  |                   |                                                        |                   |
|  |                   | B1                                                               | جونغ كييونغ-إيون ‏ (كوريا الجنوبية) · شين سينغ-تشان ‏ (كوريا الجنوبية) |                                                                      |                                                        |                   |                   |                   |  |  |                   |                                                        |                   |
|  | B1                | B1                                                               | جونغ كييونغ-إيون ‏ (كوريا الجنوبية) · شين سينغ-تشان ‏ (كوريا الجنوبية) | جونغ كييونغ-إيون ‏ (كوريا الجنوبية) · شين سينغ-تشان ‏ (كوريا الجنوبية) |                                                        |                   |                   |                   |  |  |                   |                                                        |                   |
|  | B1                |                                                                  |                                                                      | جونغ كييونغ-إيون ‏ (كوريا الجنوبية) · شين سينغ-تشان ‏ (كوريا الجنوبية) |                                                        |                   |                   |                   |  |  |                   |                                                        |                   |
|  | A2                | إيفجي موسكنز ‏ (هولندا) · سيلينا بيك ‏ (هولندا)                    |                                                                      |                                                                      |                                                        |                   |                   |                   |  |  |                   |                                                        |                   |
|  |                   |                                                                  |                                                                      |                                                                      |                                                        |                   |                   |                   |  |  | A1                | ميساكي ماتسوتومو ‏ (اليابان) · آياكا تاكاهاشي (اليابان) |                   |
|  |                   |                                                                  | B2                                                                   | كريستينا بيدرسن (الدنمارك) · كاميللا رايتر جول (الدنمارك)            |                                                        |                   |                   |                   |  |  |                   |                                                        |                   |
|  | D2                | تانغ يوانتنغ ‏ (الصين) · يو يانغ (الصين)                          |                                                                      |                                                                      |                                                        |                   |                   |                   |  |  |                   |                                                        |                   |
|  | C1                | نيتيا كريشيندا ماهيسواري ‏ (إندونيسيا) · غرايسيا بولي (إندونيسيا) |                                                                      |                                                                      |                                                        |                   |                   |                   |  |  |                   |                                                        |                   |
|  | C1                | نيتيا كريشيندا ماهيسواري ‏ (إندونيسيا) · غرايسيا بولي (إندونيسيا) |                                                                      | D2                                                                   | تانغ يوانتنغ ‏ (الصين) · يو يانغ (الصين)                |                   |                   |                   |  |  |                   |                                                        |                   |
|  |                   |                                                                  |                                                                      | D2                                                                   | تانغ يوانتنغ ‏ (الصين) · يو يانغ (الصين)                |                   |                   |                   |  |  |                   |                                                        |                   |
|  |                   | B2                                                               | كريستينا بيدرسن (الدنمارك) · كاميللا رايتر جول (الدنمارك)            |                                                                      |                                                        |                   |                   |                   |  |  |                   |                                                        |                   |
|  | B2                | B2                                                               | كريستينا بيدرسن (الدنمارك) · كاميللا رايتر جول (الدنمارك)            | كريستينا بيدرسن (الدنمارك) · كاميللا رايتر جول (الدنمارك)            |                                                        |                   |                   |                   |  |  |                   |                                                        |                   |
|  | B2                |                                                                  |                                                                      | كريستينا بيدرسن (الدنمارك) · كاميللا رايتر جول (الدنمارك)            |                                                        |                   |                   |                   |  |  |                   |                                                        |                   |
|  | D1                | تشانغ يي-نا ‏ (كوريا الجنوبية) · لي سو-هي ‏ (كوريا الجنوبية)       |                                                                      |                                                                      |                                                        |                   |                   |                   |  |  |                   |                                                        |                   |